# Nora de Buhr
Nora de Buhr verschwand bzw. antwortete nicht mehr ab dem 10.08.2025 . Aufgrund dessen vermisst ihre ehemalige Freundesgruppe sie sehr
1. ↑  eingene Erfahrung